# Арсанка
Арсанка (рум. Arsanca) — село у повіті Вилча в Румунії. Входить до складу комуни Міхеєшть.
Село розташоване на відстані 159 км на північний захід від Бухареста, 15 км на південний захід від Римніку-Вилчі, 83 км на північний схід від Крайови, 128 км на південний захід від Брашова.

## Населення
За даними перепису населення 2002 року у селі проживали 258 осіб, усі — румуни. Усі жителі села рідною мовою назвали румунську.